# أدهم وانلي
إبراهيم أدهم إسماعيل محمد وانلي فنان تشكيلي مصري من مواليد الإسكندرية 25 فبراير 1908 وتوفي في 20 ديسمبر 1959. كان عضواً بهيئة التدريس بكلية الفنون الجميلة بالإسكندرية عند إنشائها 1957 وحتى وفاته. ويعتبر هو وأخوه الأكبر سيف وانلي من أشهر الفنانين التشكيليين في مصر. وكان مرسمهما مزارا للفنانين والمثقفين لأكثر من 40 عاماً حتى بعد وفاة أدهم واستمرار سيف في مسيرته الفنية. ولهما متحف باسميهما في مجمع متاحف محمود سعيد بالإسكندرية.

## دراسة الفن
كانا أول تلميذين ينتظمان في مرسم الفنان أتورينو بيكي (بالإيطالية:Bicchi) يوم افتتاحه في 9 أكتوبر عام 1930،وبعد رحيل بيكي افتتحا مرسما خاصا لتعليم الرسم في 18 يونيو 1935.

## أعماله
اشتهر أدهم وانلي بتسجيله لحياة المسرح والسيرك وخاصة الباليه والأوبرا التي قدمت عروضها في دار الأوبرا بالقاهرة ومسرح محمد علي بالإسكندرية.. ولقد سجل في هذه اللوحات أضواء المسرح وحركات اللاعبين معبرا عن الخفة والرشاقة في تنوع بالإضافة إلى موهبته في الكاريكاتير التي استخدمها في السخرية من نفسه ومن معاصريه. كما استغنى عن رسم الموديلات وخرج إلى الشوارع والحياة العامة لتسجيل الحياة اليومية في الإسكندرية :البحر، مراكب الصيادين والشوارع والميادين. ومن أشهر لوحاته: باليه، السلام، مصارعة الثيران، عم محروس، المحكمة الشرعية.
وقد قام بتسجيل آثار ومعالم النوبة قبل إقامة السد العالي بتكليف من وزارة الثقافة المصرية.